# Lithophane pertorrida
Lithophane pertorrida är en fjärilsart som beskrevs av Mcdunnough 1942. Lithophane pertorrida ingår i släktet Lithophane och familjen nattflyn. Inga underarter finns listade i Catalogue of Life.